# Vincenzo Bacallar
Vincenzo Bacallar Sanna, italianizzazione di Vicente Bacallar y Sanna (Cagliari, 6 febbraio 1669 – L'Aia, 11 giugno 1726), marchese di San Filippo e visconte di Fuentehermosa, è stato un ufficiale, storico e linguista del Regno di Sardegna, ambasciatore per l'Impero spagnolo e tra i politici sardi di maggior spicco nel Settecento.

## Biografia

### Famiglia e formazione
Vicente Bacallar nacque a Cagliari nel 1669 da una famiglia nobile di probabile origine valenzana, in Sardegna da più di due secoli. Il padre, Pablo Bacallar y Santucho, ricoprì l'incarico di governatore di Sassari e del Logudoro dal 1691 al 1697; la madre Maria Sanna appartenva alla nobiltà feudale sarda, provenendo dalla famiglia dei signori di Gesico e Goni. In giovane età si recò in Spagna, dove ricevette una formazione militare e politica. Ritornato in Sardegna si sposò con Jerónima Cervellón, figlia del barone di Samatzai.

### Carriera
Molto legato agli ambienti di corte "riformisti", al culmine di una carriera amministrativa e militare, fu creato nel 1703 cavallerizzo maggiore del Regno di Sardegna, carica che gli dava un rango pari a quella della nobiltà feudale. Nel 1706 venne nominato governatore del Capo di Cagliari e di Gallura e governatore militare della Sardegna, ricoprendo quindi la carica più importante del regno dopo il viceré.

### Nella guerra di successione spagnola
Durante la guerra di successione spagnola, quando l'aristocrazia sarda si divise tra Filippo d'Angiò (della casa di Borbone) e Carlo VI d'Asburgo, Bacallar rimase fedele all'erede designato da Carlo II, Filippo d'Angiò, che divenne re come Filippo V. Per via della sua lealtà, il re lo premiò assegnandoli i titoli di Marchese di San Filippo (Marqués de San Felipe, in spagnolo, non un titolo feudale, ma dato in omaggio al santo patrono del re) e visconte di Fuentehermosa (Fuente Hermosa de Miranda, feudo del regno di Navarra).
Quando la Sardegna si arrese all'arciduca Carlo d'Austria, dovette rifugiarsi in Spagna, senza rinunciare però alla speranza di riconquistare l'Isola. Ci tentò, ma inutilmente nel tentativo di riconquista della Sardegna condotto lui e dal duca di Uzeda per conto di Filippo V. Durante le trattative che portarono al trattato di Utrecht (1714), il quale decise che la Sardegna dovesse entrare a far parte dei domini degli Asburgo d'Austria, fece parte della delegazione spagnola. Nel 1713 collaborò con Louis d'Albert, inviato a Madrid del principe elettore di Baviera Massimiliano II Emanuele, ad un piano per conquistare militarmente la Sardegna con l'obiettivo di incoronare re di Sardegna il principe elettore bavarese (Projet sur la Sardaigne), piano che tuttavia non verrà effettuato a causa della rinuncia di Luigi XIV ad appoggiare il principe elettore bavarese nel suo tentativo per il possesso della Sardegna. Successivamente venne nominato inviato plenipotenziario alla Repubblica di Genova, da dove sostenne il tentativo spagnolo guidato dal cardinale Alberoni di riconquistare la Sardegna. L'isola fu effettivamente riconquistata nel 1717, ma a causa della sconfitta della Spagna nella Guerra della Quadruplice Alleanza fu assegnata ai Savoia.

### Lo storico e il letterato
Nel frattempo Vicente Bacallar si era dedicato ad una incessante attività intellettuale: nel 1713 fondò, con altri intellettuali, la Real Academia Española - l’organo che sul piano culturale doveva perseguire le stesse idee che sul piano politico erano proprie del partito cui faceva capo Vincenzo Bacallar - e collaborò al primo dizionario dell'Academia, pubblicato nel 1726. Scrisse il poemetto Los Tobias (1709), il poema El Palacio de Momo (1714), il trattato Monarchia Hebrea (1719) e alcune opere storiografiche, come La Sardaigne Paranymphe de la Paix (1714).
Riguardo alla guerra di successione spagnola scrisse i Commentarios de la guerra de España y historia de su Rey Phelipe V el Animoso desde el principio de su regnado hasta la paz generale del año 1725 (1726). In questo lavoro, richiesto dal suo monarca, il marchese volle narrare con oggettività i fatti accaduti all'interno e all'esterno della Spagna durante il conflitto. La sua obiettività è dimostrata dal rispetto per entrambe le parti. Forse proprio per questo, tuttavia, il suo lavoro non venne tuttavia apprezzato dagli ambienti di corte e la sua prima edizione, pubblicata a Genova, fu ritirata dal mercato. Ebbe comunque una grande fortuna, contando 6 edizioni e traduzioni in latino, francese e tedesco.

### La morte e il lascito
Nel 1724 fu nominato ambasciatore nella Repubblica delle Sette Province Unite (gli attuali Paesi Bassi) con l'obiettivo di convincere la nazione a rimanere neutrale. Morì due anni dopo a causa di un ictus.
Ha lasciato una biblioteca di circa sedicimila volumi e ricche collezioni di arredi e oggetti d'arte, fra cui quadri attribuiti a Raffaello ed a Giorgione.
Premorti i figli maschi, gli successe la figlia Maria Giuseppina, che ha trasmesso il titolo ed il nome Vincenzo alla discendenza, tuttora fiorente.

## Opere
- Vincenzo Bacallar Sanna, La Sardegna paraninfa della pace e un piano segreto per la sovranità 1712–1714.
  -  Vincenzo Bacallar Sanna, La Sardegna paraninfa della pace e un piano segreto per la sovranità 1712-1714, a cura di Sabine Enders, traduzione di Cesarina De Montis e Giovanni Masala, Stoccarda, Giovanni Masala, 2011,  pp. 11-73, ISBN 978-3-941851-03-0.
- (ES) Vincenzo Bacallar Sanna, Comentarios de la guerra de España e historia de su Rey Phelipe V, el Animoso, desde principio de su reynado, hasta la paz general del año de 1725, M. Garvizza, 1730.